# Peter Märthesheimer
Peter Märthesheimer (* 9. Juli 1937 in Kiel; † 18. Juni 2004 in Berlin) war ein deutscher Drehbuchautor, Filmproduzent und Romanautor.

## Leben
Märthesheimer studierte Wirtschaftswissenschaften und Soziologie in Frankfurt am Main. Von 1964 an war er zehn Jahre lang Redakteur und Dramaturg beim WDR, danach bis 1981 bei der Bavaria Film. 1994 wurde er Professor für Drehbuch und Dramaturgie an der Filmakademie Baden-Württemberg. Außerdem war er Berater für Dramaturgie an der Hochschule für Fernsehen und Film München sowie des BKM.
Er schrieb in Zusammenarbeit mit Pea Fröhlich unter anderem die Drehbücher für die Rainer-Werner-Fassbinder-Filme Die Ehe der Maria Braun und Die Sehnsucht der Veronika Voss. Beim Film Martha war er Produzent. Auch bei den TV-Serien Acht Stunden sind kein Tag und Berlin Alexanderplatz kooperierte er mit Fassbinder. In Zusammenarbeit mit Wolfgang Menge schuf er die Aufsehen erregenden Fernsehproduktionen Das Millionenspiel und Smog sowie die unkonventionelle Familienserie Ein Herz und eine Seele.
2000 veröffentlichte er den Roman Ich bin die Andere. Er setzte sich in dem Buch mit dem Thema multiple Persönlichkeiten auseinander.
Sein schriftlicher Nachlass befindet sich im Archiv der Akademie der Künste in Berlin.

## Filmografie

### Produktion
- 1969: Brandstifter (TV)
- 1970: Mein schönes kurzes Leben (TV)
- 1970: Das Millionenspiel (TV)
- 1971: Das Messer (TV-Dreiteiler)
- 1972/73: Acht Stunden sind kein Tag (TV-Serie, 5 Folgen)
- 1973: Smog (TV)
- 1973: Welt am Draht (TV)
- 1973: Ein Herz und eine Seele (TV-Serie, 3 Folgen)
- 1974: Martha (TV)
- 1975: Angst vor der Angst (TV)
- 1975: Lina Braake
- 1976: Ich will doch nur, daß ihr mich liebt (TV)
- 1978: Das andere Lächeln (TV)
- 1978: Despair – Eine Reise ins Licht
- 1978: Amore (TV)
- 1978: Spiel der Verlierer
- 1980: Berlin Alexanderplatz
- 1980: Die Reinheit des Herzens
- 1981: Taunusrausch (TV)
- 1982: Bekenntnisse des Hochstaplers Felix Krull (TV-Mehrteiler)

### Drehbuch
- 1967: Tag der offenen Tür (TV; mit Günter Herburger)
- 1979: Die Ehe der Maria Braun
- 1981: Lola
- 1981: Looping – Der lange Traum vom kurzen Glück
- 1982: Die Sehnsucht der Veronika Voss
- 1985: Der Bulle und das Mädchen
- 1987: Der Schrei der Eule (TV)
- 1989: Radiofieber (TV-Mehrteiler)
- 1991: Haus am See
- 1991: Die unanständige Frau
- 1994:  Weihnachten mit Willy Wuff (TV)
- 1995: Weihnachten mit Willy Wuff – Eine Mama für Lieschen (TV)
- 1996: Deutschlandlied (TV-Zweiteiler)
- 1996: Tatort: Das Mädchen mit der Puppe (TV-Reihe)
- 1997: Weihnachten mit Willy Wuff – Mama braucht einen Millionär (TV)
- 2002: Was ist bloß mit meinen Männern los? (TV)
- 2002–2005: Bloch (TV-Reihe)
- 2006: Ich bin die Andere (Buchvorlage)

## Hörspiele
- Krupp oder die Erfindung des bürgerlichen Zeitalters (Produktion: WDR 2002)
- Lenz oder Das richtige Leben (Produktion: WDR 2005)

## Auszeichnungen
- 1973: Besondere Ehrung beim Adolf-Grimme-Preis für Acht Stunden sind kein Tag
- 1978: Goldene Kamera
- 1981: Ehrende Anerkennung beim Adolf-Grimme-Preis für Berlin Alexanderplatz (zusammen mit Günter Rohrbach)
- 2000: Mara-Cassens-Preis des Literaturhauses Hamburg für Ich bin die Andere